# 鄒城市
鄒城市（すうじょう-し）は、中華人民共和国山東省済寧市に位置する県級市。儒教では孔子に次ぐ重要な人物で「亜聖」とも呼ばれる孟子の出身地として知られ、国家歴史文化名城にも指定されている古都である。

## 地理
泰沂山脈の南端に位置する。年平均気温は14 ℃、年平均降水量は771mm。

## 歴史
西周のころには邾国（ちゅうこく）があったが、後に騶国（すうこく）と改名した。秦は騶県（すうけん）を置き、三国魏に鄒県（すうけん）と改められた。1992年に県が廃止され市となったが、その際に鄒県から鄒城市に改名されている。1994年には国家歴史文化名城に指定された。

## 経済・交通
鄒城の経済のうち主導的な地位を占めているのは石炭で、炭鉱と火力発電が主な産業である。鄒城の石炭埋蔵量は巨大で品質も良く、陸上交通が至便で大消費地や港湾へも運送しやすいため、鄒城市に誕生した「兗州煤業公司」は中国の石炭企業の中でも経済効率の高い企業となっている。兗州煤業の本社や所有する炭鉱の多くは鄒城にある。兗州煤業は華東でも最大の石炭生産量を誇り、採掘された石炭は輸出用または中国国内での発電用に回されている。また石炭専用の鉄道が市内の炭鉱から鄒県電廠（発電所）および山東省の港湾へとつながっている。鄒県電廠は中国最大級の火力発電所で、発電容量は420万キロワットに達する。
北京と上海を結ぶ京滬線や京滬高速道路が市内を通り、陸上交通は至便である。また日照港、連雲港、京杭大運河からも近く内陸水運や海運などにも便利。

## 行政区画
下部に3街道、13鎮を管轄する。
- 街道:鋼山街道、千泉街道、鳧山街道
- 鎮:香城鎮、城前鎮、大束鎮、北宿鎮、中心店鎮、唐村鎮、太平鎮、石墻鎮、嶧山鎮、看荘鎮、張荘鎮、田黄鎮、郭里鎮

## 名所
鄒城は孟子の故郷として有名である。孟子は儒教の中でも孔子に次ぐ思想家であり、後世の人々からは「亜聖」と呼ばれ敬われてきた。鄒城は北にある曲阜市と並び「孔孟桑梓（そうし）之邦」（孔孟の故郷）と呼ばれている。このため文化を重んじる気風は色濃く、匡衡・王粲・仲長統などの文人が多く輩出されている。
現在、鄒県城内には孟子を祀る亜聖殿などの殿閣が並ぶ孟廟（もうびょう）、孟子の末裔の一族が住む孟府（もうふ）、孟子や孟孫・季孫・叔孫らの墓林である孟林（もうりん）が残る。市街地の西北には鉄山および崗山の摩崖石刻があるほか、孔子・孟子・秦始皇帝・漢武帝らも訪れた嶧山（えきさん）などの史跡が位置する。嶧山には始皇七刻石の一つがあったとされる。「孟廟と孟府」、および「鉄山・崗山摩崖石刻」は全国重点文物保護単位に指定されている。